# Giovanni di Tui
Giovanni di Tui (Porto, ... – Tui, IX secolo) è stato un religioso portoghese, venerato come santo dalla Chiesa cattolica.

## Biografia
Giovanni era originario di Porto, sappiamo che da ragazzo voleva ritirarsi a vita eremitica e scelse la regione di Tui, in Galizia.
Dopo anni di solitudine e di preghiera, morì a Tui ed ebbe la sepoltura nel Convento dei Domenicani.

## Culto
Il giorno dedicato al santo è il 24 giugno. Nel Martirologio della Chiesa cattolica Giovanni non è più presente, il suo culto è ammesso a livello locale. Anticamente san Giovanni era popolare e molto venerato, gli era attribuita la protezione contro le febbri.
Secondo la tradizione, la regina Mafalda del Portogallo pose la testa dell'eremita nella chiesa di San Salvatore di Gandra (Penafiel) e una parte della reliquia fu portata alla cappella della chiesa della Nostra Signora della Consolazione a Porto.